# ТЕС Турчень
ТЕС Турчень – теплова електростанція в Румунії у повіті Горж.
В 1978 – 1987 роках на майданчику станції стали до ладу сім однотипних енергоблоків потужністю по 330 МВт, на яких встановили обладнання, виготовлене на румунських підприємствах по ліцензії відомих західних компаній – Babcock (котли), Rateau Schneider (парові турбіни), Alsthom (генератори). Можливо відзначити, що первісно планувалось зведення восьми блоків, проте проект так і не довели до кінця. 
Як паливо станція використовує місцевий ресурс лігніту.
Для видалення продуктів згоряння звели чотири димарі висотою по 280 метрів (по два на кожен із первісно запланованих блоків).
Для охолодження ТЕС використовує воду із річки Жіу.
Видача продукції відбувається по ЛЕП, розрахованій на роботу під напругою 400 кВ.
У першій половині 2010-х блоки з 3 по 7 пройшли модернізацію з метою покращення екологічних показників, під час якої встановили обладнання для десульфуризації відхідних газів. При цьому два перші блоки перебували на консервації, а у другій половині 2010-х були остаточно демобілізовані.